# Годс-Нахай, Хоссейн
Хоссейн Годс-Нахай (перс. حسین قدس نخعی‎ — 'Hossein Ghods-Nakhai') (1911, провинция Мазендеран, Иран — 30 декабря 1977), Тегеран, Иран) — иранский государственный деятель и дипломат, и.о. министра иностранных дел Ирана (1960).

## Биография
Родился в семье иранского священнослужителя, Хадж Аги Хасана Ага-Нахая. В юности был редактором литературного журнала «Годс» и получил известность как «господин Годс», впоследствии добавив этот псевдоним к своей фамилии. Был женат на дочери первого иранского посла в Соединенных Штатах Садр-Салтане, также известной как Хаджи Вашингтон.
- 1950—1955 гг. — посол в Ираке,
- 1955—1956 гг. — посол в Японии,
- 1958—1961 гг. — посол в Великобритании,
- декабрь 1960 г. — и.о. министра иностранных дел Ирана,
- 1962—1963 гг. — посол в США,
- 1963—1968 гг. — министр по делам королевского двора,
- 1968—1970 гг. — посол в Ватикане.

Также являлся председателем комитета по переговорам с Советским Союзом о возвращении золотого запаса иранского Национального банка, который был захвачен и увезен советскими войсками в ходе иранской операции на территорию СССР.
Являлся автором книг по философии и ряда литературных произведений.